# 新界區專線小巴94S線
新界區專線小巴94S線是由棉記汽車旗下的94專線小巴管理營辦的一條專線小巴線，來往城門水塘及荃灣（海貴路），全程收費為$6.1。

## 簡介及歷史
本路線提供荃灣城門水塘、可風中學、三棟屋村、海壩村及石圍角往來荃灣市中心及荃灣運輸大樓的專線小巴服務，於1987年4月1日起投入服務，以取代九巴假日線32R（城門水塘至荃灣碼頭）的服務，行車路線與九巴32R相同。初時總站在荃灣碼頭，2003年10月起配合九廣西鐵（現稱港鐵西鐵線）通車，總站遷往荃灣運輸大樓地下（即荃灣碼頭巴士總站舊址），方便接駁港鐵西鐵線。2013年1月27日，配合荃灣五區物業發展及荃灣運輸大樓永久封閉，總站遷往大河道（如心廣場外）。
由於城門水塘已經有頻密的專線小巴82線往來荃灣市中心（荃灣千色店及荃灣街市街一帶），加上本線與82號線大部份重疊，渡輪的式微使本線的存在價值逐漸下降。
2019年2月24日：該線總站由如心廣場遷至荃灣（海貴路）。

## 服務時間及班次
此路線只限假日服務，而其服務時間不論方向，皆為上午8時至下午7時，班次約12至15分鐘一班。

## 行車路線
- 往荃灣（海貴路）途經：城門道，和宜合道，和宜合交匯處，三棟屋路，二陂圳路，石圍角路，蕙荃路，廟崗街，城門道，西樓角路及大河道。
- 往城門水塘途經：大河道，西樓角路，惠荃路，石圍角路，二陂圳路，三棟屋路，和宜合交匯處，和宜合道及城門道。

## 用車
本線車隊全數採用豐田Coaster小巴行駛。而由于營運商基本上已採取放棄態度，因此甚少見到本線有派車行走，直至棉記收購原有營辦商後，「有線無車」的情況才告終。

## 外部連結
- 681巴士總站 （页面存档备份，存于）